# Karell Piña Ventoza
Karell Piña Ventoza (13 de fevereiro de 1988) é um jogador de vôlei de praia cubano.

## Carreira
Em 2011 disputou os Jogos Pan-Americanos de Guadalajara ao lado de Sergio González quando terminaram na quinta posição.
No Circuito NORCECA de Vôlei de Praia de 2018 atuou com Luis Reyes na conquista do título da etapa de Punta Cana e o quinto posto em Boca Chica.

## Títulos e resultados
- Etapa de Punta Cana do Circuito NORCECA de Vôlei de Praia:2018